# École nationale supérieure de techniques avancées Bretagne
École nationale supérieure de techniques avancées Bretagne (ENSTA Bretagne), fondată în 1971, este o universitate tehnică de stat din Brest (Franța).

## Secții
- Master

Domeniu: Inginerie 
- Doctorat

Domeniu: Inginerie Mecanică,  Inginerie Electrică, Automatică, Tehnologia Informației, Telecomunicație, Pirotehnie, Propulsia, Oceanografie, Hidrografie
- Mastère Spécialisé
- MOOC.